# زمین محنت‌زده
زمین محنت‌زده (پرتغالی: Terra em Transe) یک فیلم درام برزیلی به کارگردانی گلوبر روشا محصول سال ۱۹۶۷ است که جایزه پلنگ طلایی را نصیب فیلمساز کرد. این فیلم که از آثار برجستهٔ سینما نوو به‌شمار می‌رود تمثیلی از تاریخ برزیل بین سالهای ۱۹۶۰–۱۹۶۶ است.